# Resistance: Fall of Man
Resistance: Fall of Man ist der erste Teil der Science-Fiction-Ego-Shooter-Reihe Resistance, und wurde von Insomniac Games für die PlayStation 3 entwickelt. Das Spiel schildert den Kampf des Protagonisten Sgt. Nathan Hale, der ein amerikanischer Soldat ist, welcher 1951 nach Großbritannien entsendet wird, um gegen einen unbekannten Feind, namens „Bestien“, zu kämpfen. Die „Bestien“ haben lange vor den Menschen gelebt, Türme in England erbaut, ein komplexes Tunnelsystem durch ganz England gegraben und sind dann plötzlich auf mysteriöse Weise ausgestorben. Wissenschaftler in Russland sind zufällig durch einen gefundenen genetisch veränderten Schädel auf ein Virus gestoßen. Blitzschnell und unaufhaltsam verbreitete sich das Virus. Durch das Virus konnten sich die Bestien wieder über eine Virusinfektion durch das Chimera-Virus vermehren. Daher auch der Name Resistance (Widerstand).
Die Fortsetzung Resistance 2 erschien weltweit im November 2008 ebenfalls nur für die PlayStation 3. Im September 2011 wurde mit Resistance 3 der dritte und letzte Teil der Trilogie veröffentlicht. 2009 erschien ein PSP-Ableger unter dem Namen Resistance: Retribution. Seine Geschichte passiert zwischen Resistance: Fall of Men und Resistance 2. 2012 ist der Ableger Burning Skies erschienen, der exklusiv für die PlayStation Vita entwickelt wurde. Das Spin-off wurde von Nihilistic Software entwickelt.

## Handlung
Die Handlung beginnt mit dem Abseilen des Protagonisten Sgt. Nathan Hale aus einem Helikopter an der englischen Westküste. Hale gehört den United States Army Rangers an und wie viele andere amerikanische Soldaten hat er den Auftrag, die Engländer im Kampf gegen das Chimera-Virus zu unterstützen, welches die Menschen zu blutrünstigen Bestien mutieren lässt. Im Laufe des Spiels erhält man viele weitere Informationen über die Bestien und das Virus, welches seine Wurzeln in Russland hat und in unglaublicher Schnelligkeit Europa in die Knie zwingt. Das Spiel findet in den verschiedensten Städten Großbritanniens statt, wie Grimsby, Manchester und London, in denen man auch herausfindet, dass es sich sogar um ein außerirdisches Virus handelt, und nicht wie vorerst angenommen um ein frei erschaffenes.
Gleich am Anfang des Spiels, in der Stadt York, werden Hale und sein Trupp von so genannten Kriechern überfallen, welche in die Körper der Soldaten eindringen, woraufhin die Soldaten ins Koma fallen. Anders als die anderen Soldaten steht Hale allerdings nach kurzer Zeit wieder auf, um festzustellen, dass er plötzlich, wie auch die Bestien, die Fähigkeit der Selbstheilung hat, zudem haben sich seine Pupillen gelb verfärbt. Im weiteren Verlauf erfährt man, dass die Bestien wie Insekten Königinnen besitzen, „Engel“ genannt. Tötet man diese, setzt bei den Bestien der Selbsterhaltungstrieb aus, und sie begehen Suizid. Einige dieser Engel befinden sich in riesigen von den Bestien erbauten Türmen, allerdings sind diese so vielzählig und groß, dass der Verdacht entsteht, dass diese niemals in so kurzer Zeit erbaut werden konnten, und darauf schließen lässt, dass diese Türme schon lange vorher existierten und nur ausgegraben wurden.
Am Ende des Spiels befindet man sich in solch einem Turm, welcher den Hauptturm in England darstellt. Dieser muss vernichtet werden, um England vollständig vom Chimera-Virus zu befreien, allerdings muss man dabei noch an zwei Engeln vorbei, die Einfluss auf den Protagonisten nehmen können, welcher aber nicht ernst zu nehmen ist, da er das Spielen an sich nicht behindert. Zuletzt zerstört man den Turm und schafft es, daraus zu entfliehen, um schließlich von einem Hubschrauber aufgegabelt zu werden. Diese letzte Videosequenz wird auch am Anfang von Resistance 2 als Prolog gezeigt.

## Spielprinzip
Es handelt sich bei Resistance um einen Ego-Shooter. Das Gegnerverhalten ist größtenteils gescriptet, allerdings können die Gegner wirkungsvoll Deckung suchen, Granaten werfen und springen. Das Waffenarsenal beinhaltet sowohl reale als auch futuristische Waffen, welche alle mit einer wirkungsvollen und nützlichen Sekundärfunktion ausgestattet sind, wobei auch die Waffen der Bestien spielbar sind.
Der Spieler kann im Spielverlauf Informationen aus Geheimdokumenten oder privaten Aufzeichnungen sammeln und somit Informationen über die Hintergrundgeschichte erhalten. Je mehr Informationen man gesammelt hat, desto mehr kann man im Spiel freischalten. Zudem werden noch Stilpunkte für bestimmte Aktionen vergeben, welche sich aber oftmals als sehr schwer gestalten. So muss beispielsweise die Stadt Summerset in acht Minuten geschafft werden.

## Mehrspieler
Resistance verfügt über einen Online- und Offline-Mehrspielermodus. Sammelt man alle Informationen ein, so kann man „Black Ops“ für den Online-Modus freischalten. Der Mehrspielermodus wurde von Sony durch die Abschaltung der Server am 8. April 2014 für die gesamte Resistance-Trilogie deaktiviert.

## Resistance 2

### Handlung
Nachdem man am Ende von Fall of Man aufgegabelt wurde, wird man einer amerikanischen Spezialeinheit namens SRPA vorgestellt und fliegt mit dieser zu ihrer Basis nach Island. Allerdings wird Island zum Ankunftszeitpunkt von den Bestien angegriffen und man flieht in die USA. Ein Wesen, das Deadalus genannt wird, hält die SRPA in der Basis gefangen, es entkommt aber. Dieses Wesen steht in einer Art Kontakt mit Hale und ist der Anführer der Bestien. In der dortigen Basis ist man bis zum Angriff der Bestien, die die Station zerstören. Danach kämpft man an vorderster Front gegen die Bestien, die alle Verteidigungen beiseite fegen.
Im Laufe des Spieles zieht man sich weiter zurück und erringt beachtliche Erfolge; doch Hale fällt wegen des Virus ins Koma und als er erwacht, muss er erfahren, dass Amerika fast vernichtet ist.
Nun startet er eine Selbstmordmission gegen Daedalus, da er weiß, dass er selbst nicht mehr lange zu leben hat. Zur Zerstörung der Bestien wurde eine Atombombe im Hauptschiff der Bestien platziert, allerdings muss Hale noch gegen Daedalus kämpfen. Danach verändert sich das Weltgefüge und sein letztes lebendes Teammitglied tötet ihn aus Angst davor, was aus Hale werden würde.

### Spielprinzip
Das Gameplay vom Nachfolger hat sich nicht sonderlich geändert. Die KI wurde verbessert, genauso wie die Grafik und neue Waffen / Gegner wurden implementiert. Außerdem ist die Haupthandlung von England nach Amerika verlegt worden. Das Spielgeschehen ist in sieben Kapitel aufgeteilt. Die maximal zwei Waffen, die dem Protagonisten im Spiel zur Verfügung stehen, können im Laufe der Levels entweder aufgesammelt oder den besiegten Kreaturen entwendet werden. Die Handlung des Spiels ist fest vorgegeben, es ist nicht möglich, das Spiel mithilfe von alternativen Routen zu beenden.
Neue Stilpunkte und Dokumente zum Freischalten von Bonusinhalten wurden auch wieder eingefügt.

## Sonstiges
Sowohl in Resistance: Fall of Man als auch in Resistance 2 ist von sogenannten Spaltern die Rede, welche eine von Prof. Malikov erschaffene Mischform zwischen Menschen und Chimera sind. Von ihnen ist in Dokumenten und Funksprüchen die Rede, allerdings sieht man erst in Resistance 2 einen. Angeblich verachten die Spalter sowohl Mensch als auch Bestie.
Das Virus soll einen Menschen zu einer Bestie mutieren lassen, jedoch sieht man in keiner einzigen Szene der beiden Spiele wie ein infizierter Mensch komplett zu einer Bestie mutiert. Nur an einigen Stellen gibt es Kokons von bereits infizierten Menschen. In Vorgängerspielen wie in Resident Evil (T-Virus) und Halo (Flood-Virus) oder in Filmen wie 28 Days Later (Rage-Virus) mutieren Menschen binnen kürzester Zeit, nicht so in Resistance. Dort beträgt die Mutation mehrere Tage/Wochen. Dieser Zeitrahmen spitzt sich beim infizierten Protagonisten langsam zu, da er am Ende des zweiten Teils langsam aber sicher seine Menschlichkeit verliert (siehe Ende Handlung Resistance 2), da der Spielablauf der beiden Teile einige Wochen beträgt.
Das Virus wird von den Bestien effizient als biologische Waffe verwendet. Das Virus verbreitet sich nicht durch klischeehafte Bisse, sondern durch sogenannte Kriecher, kleine insektenähnliche Bestien, welche in großer Zahl vorkommen. Die Mutanten verschießen Raketen mit Kriechern in bewohnte Gebiete um neue Streitkräfte zu bilden und die Eroberung der jeweiligen Gegend zu vereinfachen. In manchen Spielszenen, beim Erkunden der Stadt, finden sich noch einige Überreste dieser Raketen (In Resistance: Fall of Man (üb)erlebt der Spieler sogar einen biologischen Raketenangriff). In Resistance 2 werden in den Raketen statt Kriechern sogenannte Spinner eingesetzt. Diese etwas größeren Bestien spinnen ihre Opfer in Kokons ein und verwandeln sie so an Ort und Stelle in Grims. Dieser Infektionsweg geht um einiges schneller als der der Kriecher.

### Comic
- Mike Costa, Ramon Pèrez und C. P. Smith: Resistance: Team Alpha. Band 1, Panini Verlag, November 2009, ISBN 3-8660-7862-5

### Roman
- William C. Dietz: Resistance: Ein Sturm zieht auf. Panini Verlag, Oktober 2009, ISBN 3-8332-1934-3